# Mauritia mauritiana
Mauritia mauritiana, (Linnaeus 1758) är en art som ingår i familjen porslinssnäckor och som sedan ingår i släktet Mauritia.
Snäckan är tämligen vanlig och finns i Indiska oceanen, sydöstra Afrika, östra Stilla havet samt även västra och norra Filippinerna, Australien, Malaysia och Hawaii.
Snäckan finns i låga tropiska tidvatten, ofta under stenar och klippor. Normalt djup är omkring 2 meter men kan hittas så djupt som 50 meter.
Storleken varierar mellan 4 och 13 cm.